# 近藤準平

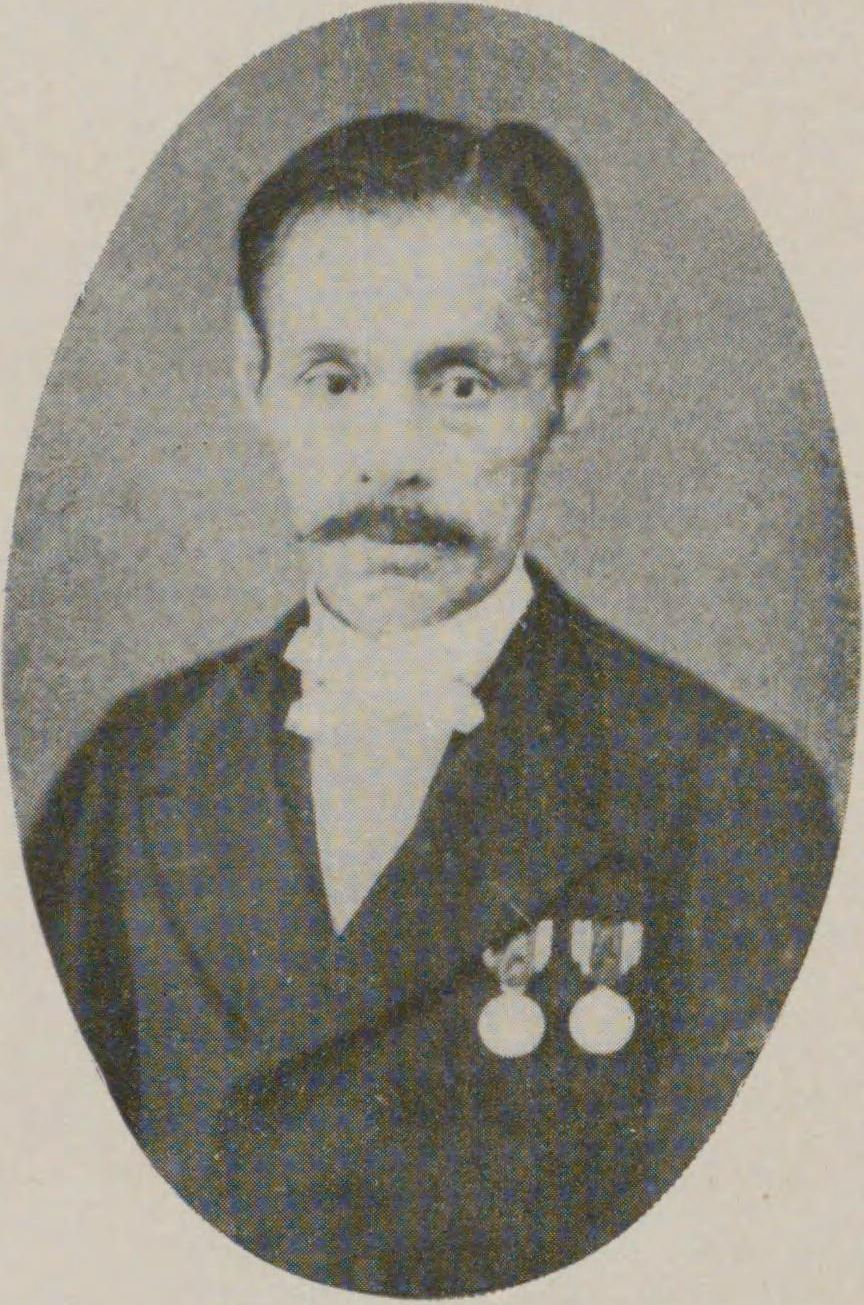
近藤準平

近藤 準平（こんどう じゅんぺい、1841年（天保12年6月） - 1900年（明治33年）8月4日）は、明治時代の政治家。内務官僚。衆議院議員（1期）。

## 経歴
浜松藩儒・近藤大三郎の嫡子として、遠江浜松藩領長上郡、のちの有玉村（静岡県浜名郡有玉村、積志村を経て現浜松市中央区）に生まれる。岡崎藩儒官となり文学を教えたのち帰郷し、小学校の教員となる。1874年（明治7年）内務省に出仕し、千葉県少属となり、1877年（明治10年）帰郷し、副区長、区長、大区会議員などを経て、1879年（明治12年）静岡県会議員に当選。同副議長を務めた。
同年、演説結社浜松己卯社を立ち上げ同社長となり、さらに藤枝に扶桑社を創立し議長となり民権思想の普及に努めたが、同年末には再び官吏となり静岡県に奉職した。1881年（明治14年）志太・益津郡長、1886年（明治19年）引佐・麁玉郡長を歴任した。1890年（明治23年）7月の第1回衆議院議員総選挙では静岡県第6区から出馬し当選。議員集会所に所属し衆議院議員を1期務めた。のち周智・小笠郡長を務めた。